# Adolf Gebauer
Adolf Gebauer (* 14. Mai 1941 in Bachorzyn, Polen; † 16. August 2023 in Teplice, Tschechien) war  ein deutsch-tschechischer Komponist, der lange in Wuppertal lebte.
Der Sohn einer tschechischen Mutter und eines deutschen Vaters studierte in Prag Violine und Komposition. Er siedelte 1980 in die Bundesrepublik Deutschland über.
Adolf Gebauer spielte als Geiger in der Philharmonie Amsterdam, im Rundfunksinfonieorchester Prag und zuletzt im Sinfonieorchester Wuppertal. Er schrieb Kammer- und Orchestermusik, Liedzyklen, Flöten-, Harfen- und Orgelwerke. Gebauers Werke wurden von verschiedenen Künstlern eingespielt.

## Werke (Auswahl)
- 1977: Divertimento für Streicher: Sätze Allegro, Adagio, Allegro con brio, Larghetto, Allegro vivo (17 Minuten, Edition Moeck 5299)
- 1979: Violinkonzert (Edition Moeck)
- 1987: Elegie für Violine, Viola und Violoncello
- 1988: Streichquartett C-B-B, eingespielt 1995 vom Kocian-Quartett
- 1996: CD-Porträt: „Adolf Gebauer“, Produktion Musicvars Prag VA 0063 – 2031